# Església de Sant Jaume de Sant Jordi del Maestrat
L'església de Sant Jaume de Sant Jordi del Maestrat, d'estil barroc, és un temple catòlic situat al centre de la població i seu d'una parròquia del bisbat de Tortosa. Està catalogat com a Bé de Rellevància Local.

## Història
Una església menuda, dels temps de la conquesta, situada a la plaça Major, enfront de l'Ajuntament, fou considerada insuficient per l'increment de població, i així, en 1735 es va decidir construir, en altre lloc, una església amb més capacitat.
Les obres foren adjudicades a Josep Barceló, mestre d'obres d'Alcalà de Xivert, i projectades pel seu fill Joan Barceló. Les obres es van iniciar el 9 de gener de 1737, però oficialment fou el dia de Sant Jordi, el 23 d'abril i, un any després eren visurades per Vicent Carbó i Josep Antoni Simó, per estar endarrerides, sense trobar cap incorrecció, i sols indicaren que els murs es podien fer un pam més prims, ja que els fonaments eren més fondos. El Santíssim Sagrament es va traslladar el 24 de juliol de 1756, tal com està gravat a la façana de l'església, i les obres finalitzaren l'any 1757, mentre el campanar es va finalitzar el 24 de juliol de 1759.
Posteriorment es va construir un nou creuer amb cúpula i la capella de la Mare de Déu.
En els anys 2005 i 2006 fou restaurada la façana de l'església. En l'actualitat –2023– s'està recuperant l'orgue que es va instal·lar el 1784 i que no conservava els tubs.

## Arquitectura

### Estructura
Església amb nau central de quatre trams coberta de volta de canó amb llunetes, i capelles comunicades entre els contraforts cobertes de volta d'aresta, formant dues naus laterals de menor altura. El creuer està cobert per un tambor octogonal amb obertures als seus costats que suporta la cúpula. La capçalera és plana i té adossades tres sales, una d'elles, la sagristia. Als peus, un cor alt.

### Portada

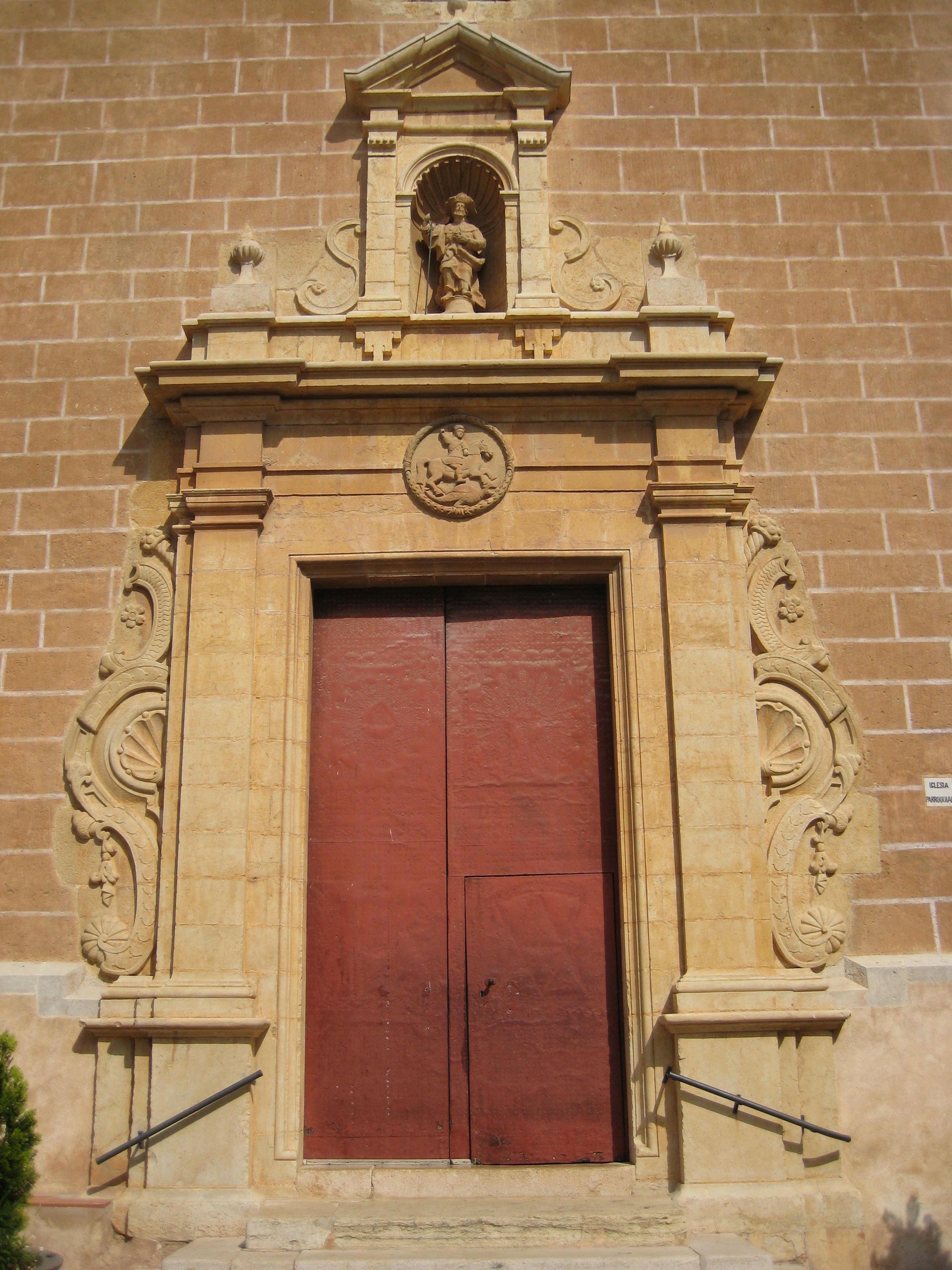
Portada

La façana té perfil mixtilini amb declinació obliqua en els remats. La portada, de línies molt senzilles, presenta una porta emmarcada amb pilastres adossades i coronada per un medalló amb la imatge de Sant Jordi i el drac. Per sobre, l'entaulament suporta una fornícula apetxinada on es troba la imatge de Sant Jaume, coronat per un frontó triangular.

### Torre-Campanar
La torre-campanar, adossada al peus de la nau, al costat de l'Evangeli, presenta planta quadrada amb tres cossos massissos de maçoneria separats per cordons o bossells, i al damunt, el cos de les campanes, de carreus, amb una obertura en cada cara franquejada per pilastres adossades. Corona la torre un cos octogonal més estret, amb obertures a les seves cares, rodejat per una balustrada.

### Capella de la Mare de Déu
La capella fou construïda ampliant el transsepte del costat de l'Evangeli, i té planta llatina, tot i que el presbiteri és més curt, amb creuer cobert per cúpula.